# Ion Moldovan
Ion Călin Moldovan (Costanza, 3 settembre 1954) è un allenatore di calcio ed ex calciatore rumeno di ruolo centrocampista.

## Palmarès

### Giocatore

#### Club

##### Competizioni nazionali
- Campionato rumeno: 1

Dinamo Bucarest: 1976-1977

### Allenatore

#### Club

##### Competizioni nazionali
- Campionato libico: 1

Al-Ittihad Tripoli: 2005-2006
- Supercoppa di Libia: 2

Al-Ittihad Tripoli: 2005, 2006